# المقبرة (الظهار)

تعديل مصدري - تعديل

المقبرة محلة تابعة لقرية معيد، التابعة لعزلة انامر بمديرية الظهار إحدى مديريات محافظة إب في الجمهورية اليمنية.، بلغ تعداد سكانها 57 حسب تعداد اليمن لعام 2004.